# Schloss Marktbreit

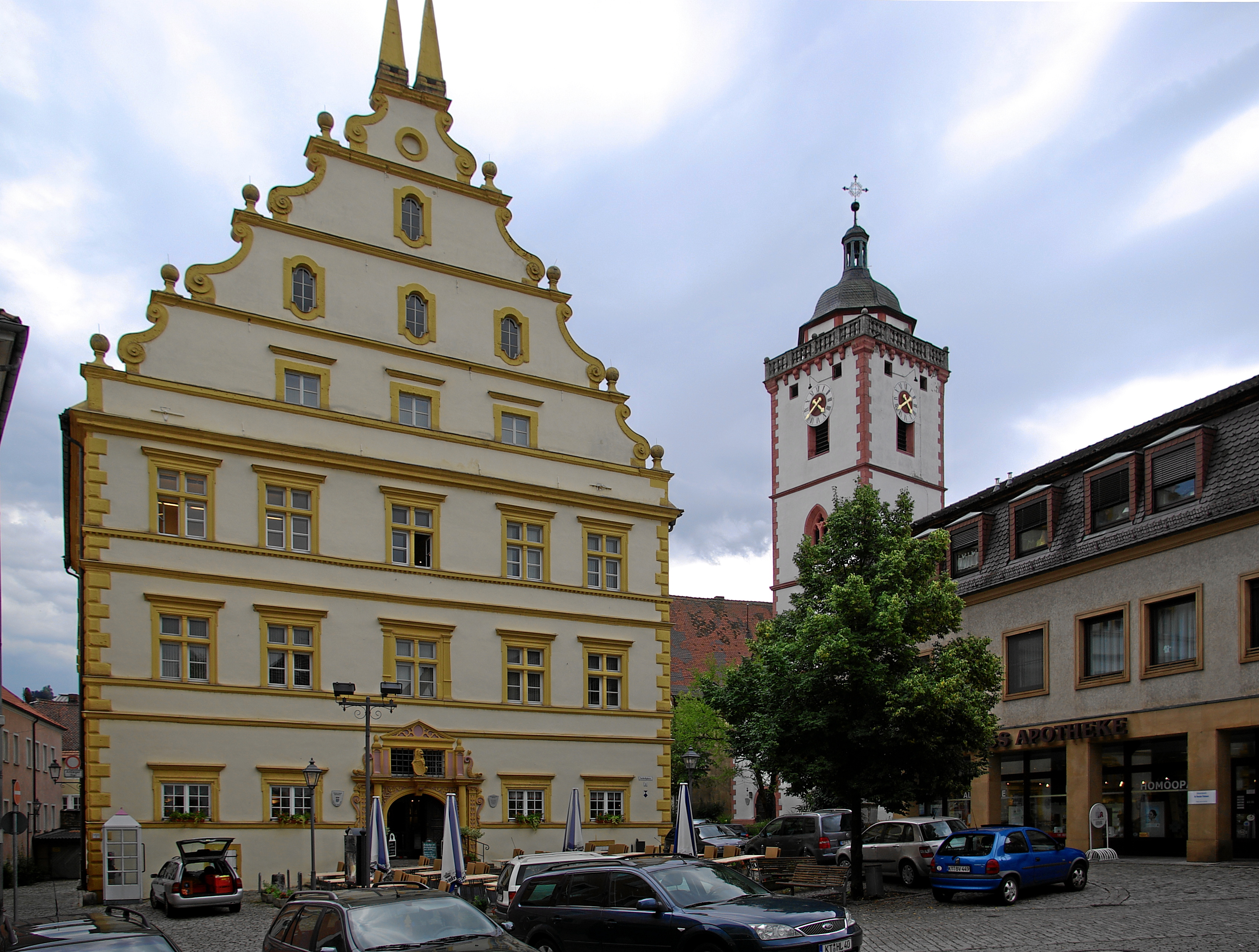
Das Schloss und die Pfarrkirche St. Nikolai

Das Schloss Marktbreit (auch Seinsheimisches Schloss) ist ein ehemaliger Adelssitz im unterfränkischen Marktbreit im Landkreis Kitzingen. Es liegt inmitten der Kleinstadt am Schlossplatz.

## Geschichte
Die Geschichte des Schlosses in Marktbreit beginnt mit dem Jahr 1580. In diesem Jahr erbaute Freiherr Georg Ludwig von Seinsheim die Anlage. Als Baumeister zog er wohl Fugger-Architekten aus Augsburg heran. Das Schloss wurde jedoch nicht vom Bauherren bewohnt, sondern diente der Frau des Freiherren als Residenz. Die Fürsten von Schwarzenberg, die den Herren von Seinsheim als Dorfherren nachfolgten, wandelten den Bau dann in ein repräsentatives Amtshaus um.
Die Nutzung als Verwaltungsgebäude wurde auch nach der Aufhebung der kleineren Fürstentümer durch die Mediatisierung des Jahres 1806 beibehalten. König Max I. von Bayern, an den Marktbreit jetzt gefallen war, richtete im Schloss das Landgericht Marktbreit ein. Nach einer Justizreform saß hier das Amtsgericht Marktbreit. Es wurde 1932 aufgelöst. Während der Zeit des Nationalsozialismus diente das Gebäude 1934 bis 1945 dann als Arbeitsdienstlager.
Nach dem Krieg nutzte man die Anlage als Schulgebäude und Stadtbücherei. Zusätzlich wurden gemeinnützige Institutionen dort untergebracht. Ende des 20. Jahrhunderts generalsanierte man das Gebäude. Heute sind Teile des Erdgeschosses und der Keller an ein Restaurant vermietet.
Das Schloss Marktbreit ist vom Bayerischen Landesamt für Denkmalpflege als Baudenkmal eingeordnet. Daneben wurden die untertägigen Reste als Bodendenkmal eingestuft. Außerdem ist das Schloss Teil des Ensembles Altstadt Marktbreit.

## Beschreibung
Das Schloss besitzt einen annähernd quadratischen Grundriss und weist drei Geschosse auf. Im Osten wurde dem Schloss ein ebenfalls quadratischer Treppenturm angebaut. Die Fassade der Anlage ist reich gegliedert. Neben Horizontalbändern und -gesimsen wurden hier Volutengiebel angebracht, die von Kugeln bekrönt werden. Der First der Fassadenseite ist zusätzlich durch zwei fünf Meter hohe Pyramiden gegliedert.
Die Fenster des Schlosses werden durch steinerne Kreuzpfosten geteilt und schließen nach oben hin mit geraden, profilierten Überdachungen ab. Zentral liegt das Mittelportal, das über eine breite Treppenanlage erreicht werden kann. Es besitzt ein Oberlichtfenster und wird von Säulen, Pilastern und ornamentalen Füllungen flankiert. Ein bayerisches Löwenwappen über dem Portal wurde erst 1853 angebracht.
Im Inneren wird das Schloss durch eine Mitteldiele in zwei Teile geteilt, an der die Räume aufgereiht wurden. Im Erdgeschoss war ursprünglich der Amtsbereich eingerichtet, während im Obergeschoss der Amtmann wohnte. Zusätzlich befand sich im oberen Bereich eine kleine Kapelle.